# ユオザス・オレカス

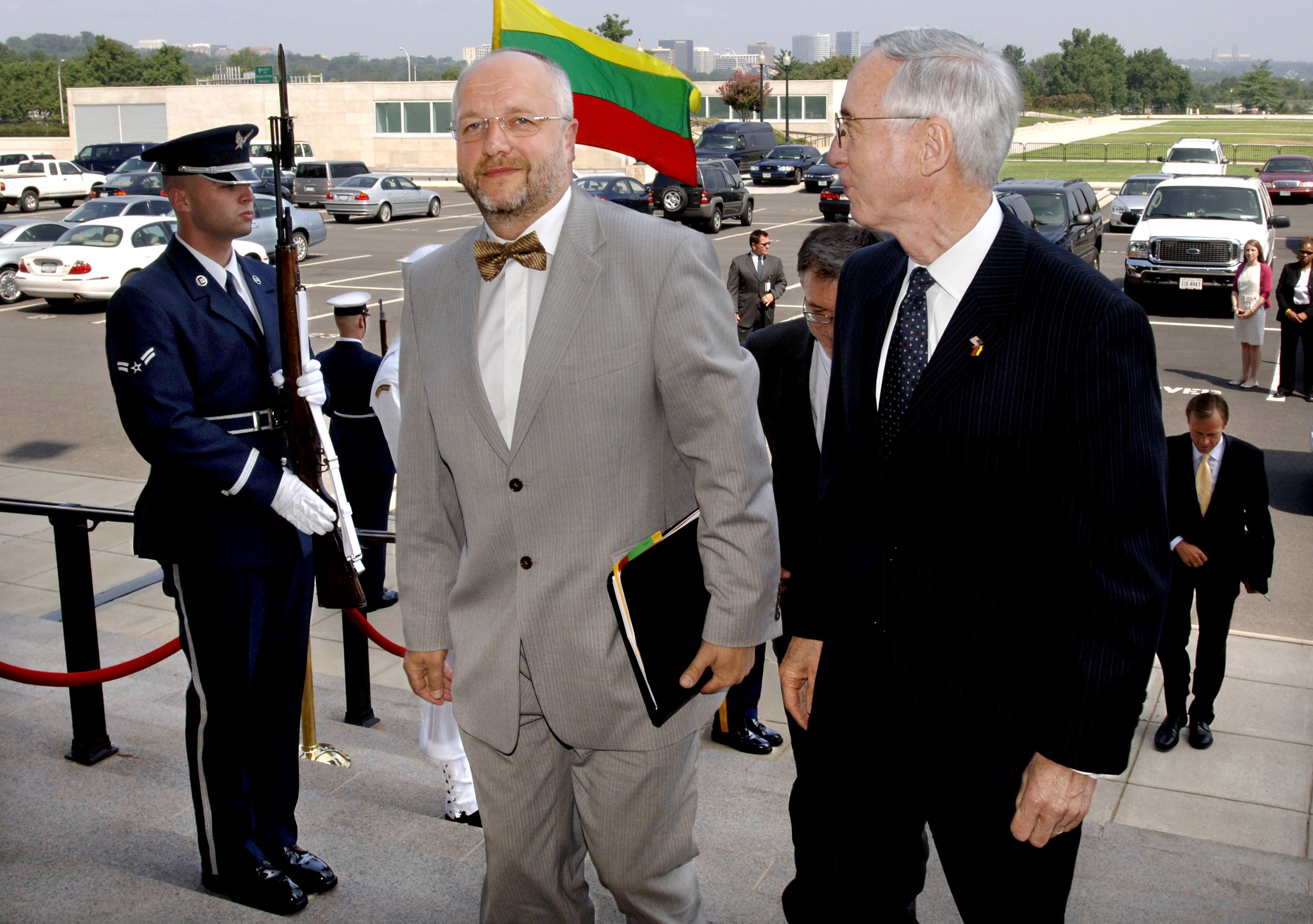
2007年、ペンタゴンに到着したユオザス・オレカス（中央）と、エスコートするゴードン・イングランド米国国務副長官（右）

ユオザス・オレカス（Juozas Olekas、1955年10月30日 - ）は、リトアニアの医者で政治家。1990年から1992年までリトアニア保健相を務め、2003年から2004年まで再び保健相、2006年から2008年までは国防相を務めていた。
1974年から1976年、カウナス医科大学で学び、その後1976年から1980年までヴィリニュス大学で学んだ。
1994年から1997年まで、ヴィリニュス大学病院の外科部長を務めた。
既婚で妻はアウレリヤ。2人の娘がいる。
| 公職                                         | 公職                                     | 公職                            |
| -------------------------------------------- | ---------------------------------------- | ------------------------------- |
| 先代 アンタナス・ヴィンクス                  | リトアニア共和国保健大臣 1990年 – 1992年 | 次代 ヴィータウタス・クリャウザ |
| 先代 コンスタンティナス・ ドブロヴォルスキス | リトアニア共和国保健大臣 2003年 – 2004年 | 次代 ジルヴィナス・パダイガ     |
| 先代 ゲディミナス・キルキラス                | リトアニア共和国国防大臣 2006年 – 2008年 | 次代 ラサ・ユクネヴィチエネ     |
| 先代 ラサ・ユクネヴィチエネ                  | リトアニア共和国国防大臣 2012年 –        | 次代 （現職）                   |